# Jacques-Gabriel Bulliot
Jacques-Gabriel Bulliot, né à Autun le 23 janvier 1817 et mort au même lieu le 13 janvier 1902, est un érudit français, membre de la Société éduenne des lettres, sciences et arts, constituée à Autun en 1836. Il découvrit le site de Bibracte qu'il localisa au Mont Beuvray (Saône-et-Loire). Il entreprit de nombreuses fouilles sur le site entre 1867 et 1895, date à laquelle il confia les travaux à son neveu Joseph Déchelette.

## La découverte de Bibracte
En 1851, Bulliot communique au congrès de la Société française d'archéologie qu'il s'agit d'une ancienne chapelle (chapelle Saint-Martin du Beuvray, au mont Beuvray) ayant servi à christianiser les Éduens. Cependant, il retourne au Mont Beuvray pour continuer ses recherches. C'est alors qu'il découvrit une partie de camp romain au sommet du mont, à proximité de la chapelle. Il décide alors de poursuivre ses recherches sur la Guerre des Gaules dans plusieurs ouvrages datés du Moyen-Âge. Il maintient contre une opinion unanime que les compagnies romaines de Bibracte et Autun sont les mêmes et localisées au Mont Beuvray. Il publia alors un ouvrage sur le système défensif des Romains sur les terres des Éduens, entre la Saône et la Loire. Il reçoit plus tard la visite d'un officier chargé par Napoléon III d'effectuer des fouilles sur la victoire romaine contre les Helvètes. Celui-ci porte peu d'intérêt à Bulliot sur l'instant, mais il confie cependant à un autre membre de la Société éduenne, Xavier Garenne, la mission d'effectuer des sondages au Beuvray.

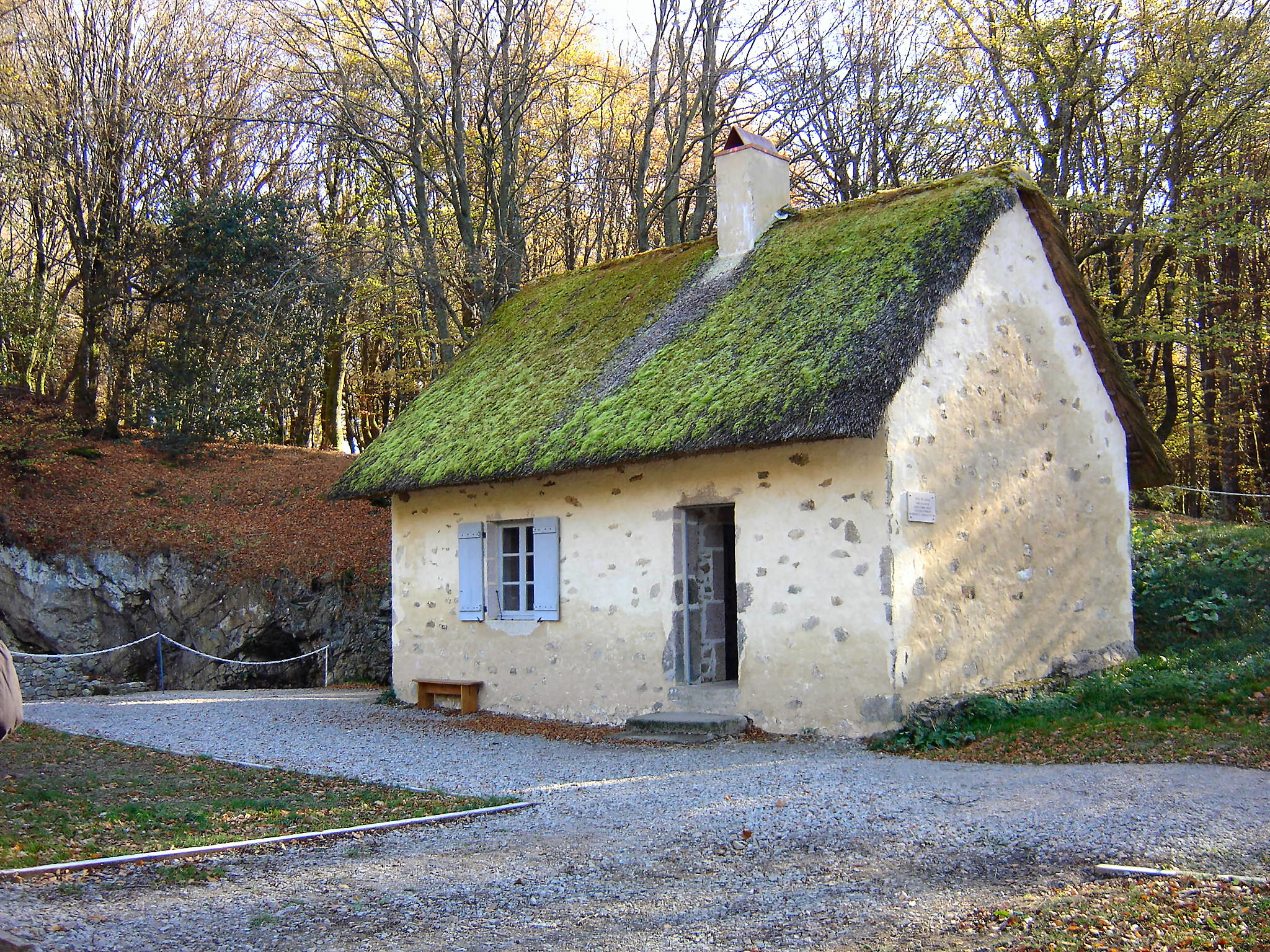
Reconstitution de la maison de Jacques-Gabriel Bulliot lors de ses fouilles au mont Beuvray.
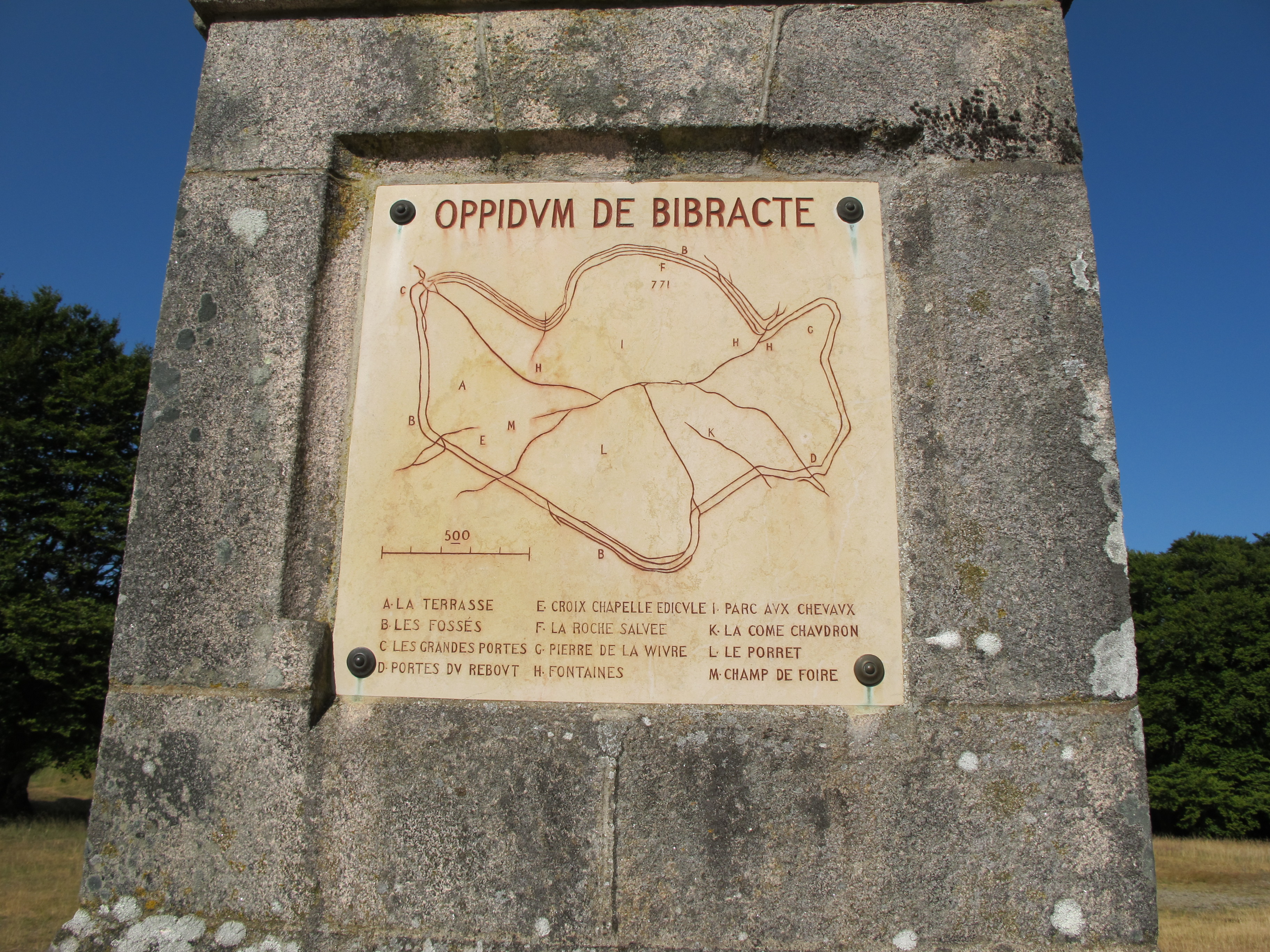
Carte de Bibracte.
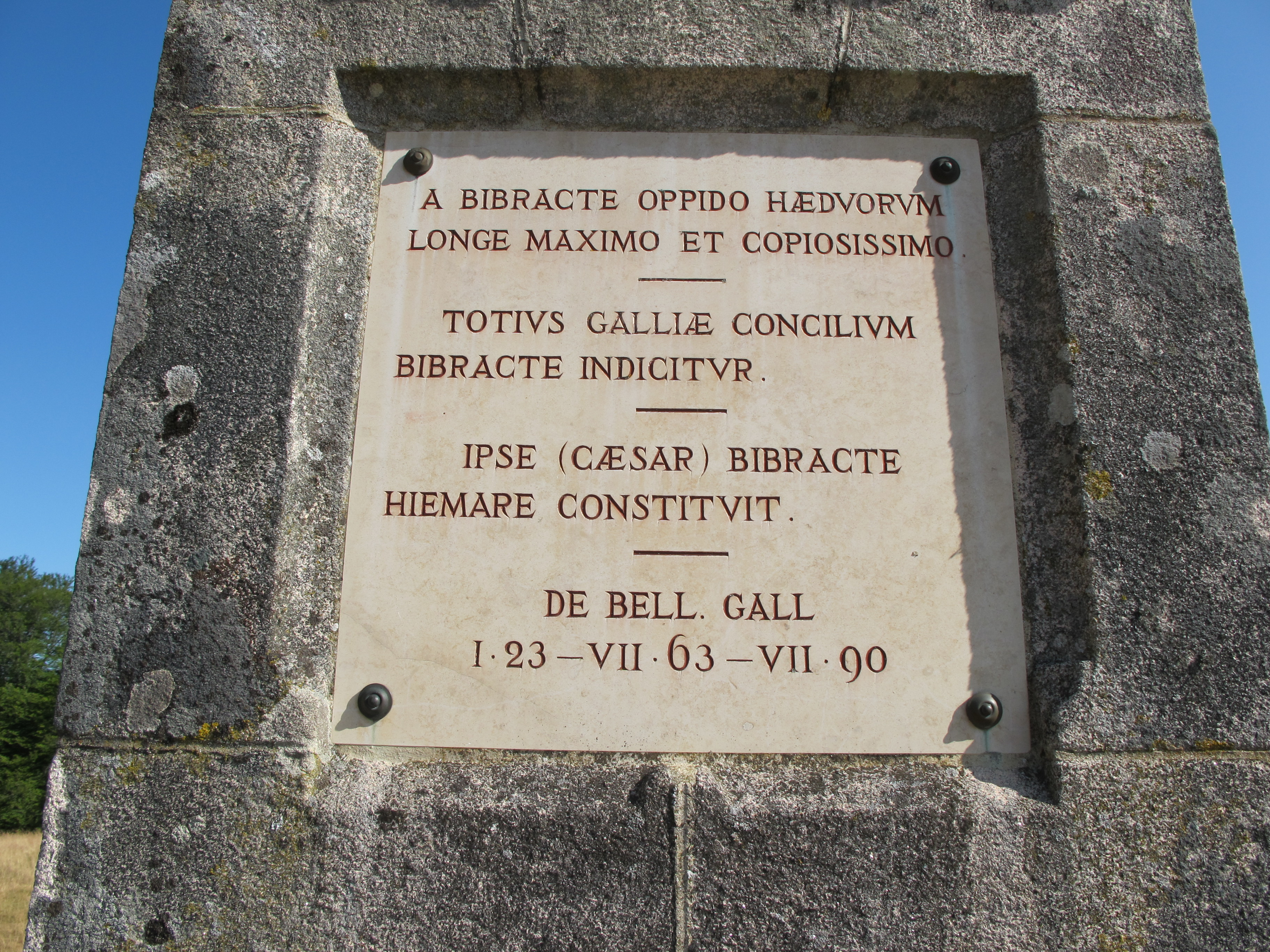
Textes de Jules César sur le monument du Mont Beuvray.

Le propriétaire des terres, M. d'Aboville, effectue aussi ses propres recherches. L'archevêque de Reims, Landriot, membre de la Société éduenne et ami de Bulliot (malgré leurs divergences sur la question de Bibracte), intéressé par ces fouilles, en fait part à l'empereur. Ainsi, en 1867, Napoléon III missionne Bulliot pour des recherches au mont Beuvray.

## Hommages
Un an après sa mort, à l'initiative de la Société éduenne des lettres, sciences et arts, un cippe massif quadrangulaire en granit d'Étang est construit en sa mémoire sur le plateau du mont Beuvray.

« À Jacques Gabriel Bulliot
né à Autun le 29 janvier 1817
mort à Autun le 11 janvier 1902
correspondant de l'Institut
qui, sur le mont Beuvray, retrouva et exhuma
l'oppidum gaulois de Bibracte
capitale des Eduens au temps de Jules Cæsar,
poursuivit avec un dénouement
aussi constant que modeste, de 1867 à 1895,
ses travaux sur ce sommet
et mérita la reconnaissance des Eduens
et des savants. »

Sur une autre face sont écrits quatre citations extraites des Commentaires sur la guerre des Gaules de Jules César à propos de Bibracte, dont « A Bibracte, oppido Haedorum longe maximo et copiossimo » (« À Bibracte, de beaucoup la plus grande et la plus riche des villes éduennes » en français) et « Ipse (Caesar) Bibracte hiemare constituit » (« Lui-même César résolut de passer l'hiver à Bibracte »), et sur une troisième face un plan de l'oppidum.
En 1881, la Société éduenne fait raser deux maisons qui cachent la façade de leur siège à Autun, l'Hôtel du Chancelier Rolin rue des Bancs, pour y créer un square. Il y est installé un buste en bronze de Jacques-Gabriel Bulliot en 1903, un an après sa mort, et le lieu est baptisé square Bulliot,. Après l'aménagement du square en terrasse de café, le monument est déplacé dans la cour de l'hôtel Rolin en 1996.

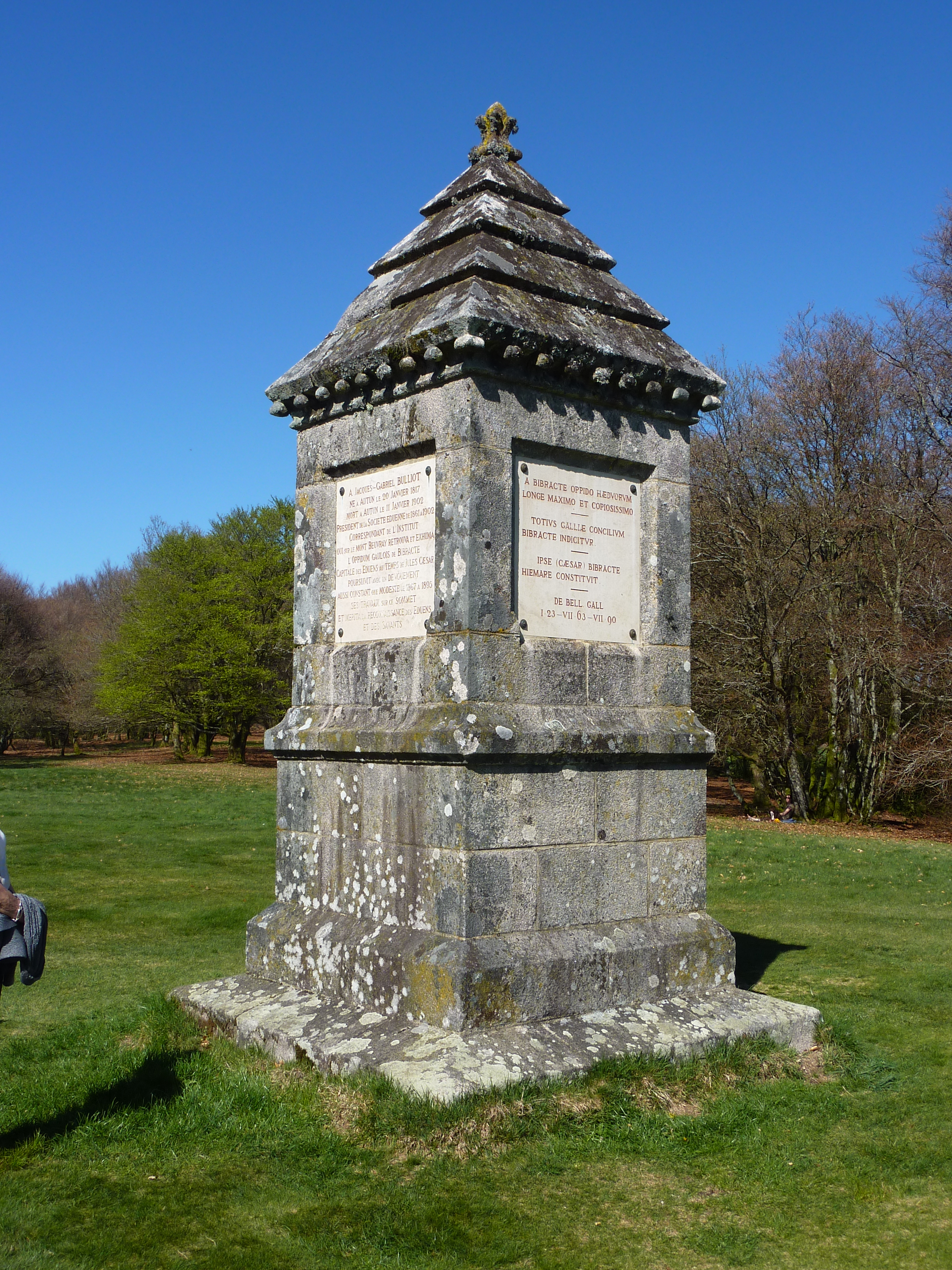
Monument en granit en l'honneur de Jacques-Gabriel Bulliot.
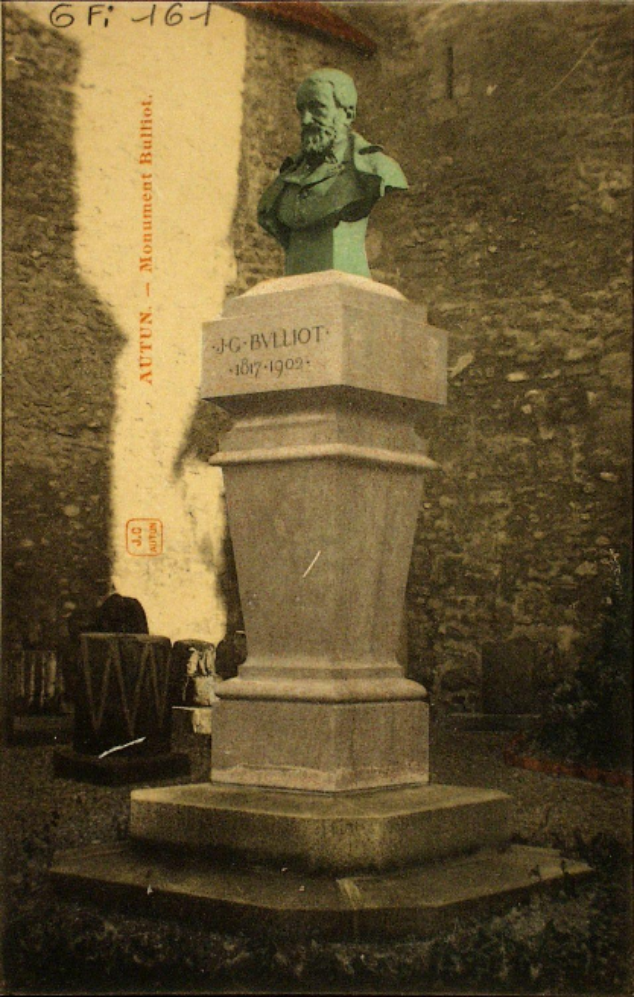
Monument Bulliot. Carte postale du début du XXe siècle.